# Amphiglossus reticulatus
Amphiglossus reticulatus — вид ящірок родини ящіркових (Lacertidae). Ендемік Мадагаскару.

## Поширення і екологія
Amphiglossus reticulatus поширені на півночі і північному заході острова Мадагаскар. Вони живуть в сухих листяних і перехідних тропічних лісах, поблизу струмків, на висоті до 250 м над рівнем моря. Ведуть нічний спосіб життя, можуть пірнати і плавати під водою.